# Compositola competiva
Compositola competiva är en tvåvingeart som beskrevs av Fedotova och Vasily S. Sidorenko 2006. Compositola competiva ingår i släktet Compositola och familjen gallmyggor. Inga underarter finns listade i Catalogue of Life.